# 马克思采尔
马克思采尔（德語：Marxzell）是德国巴登-符腾堡州的一个市镇。总面积34.92平方公里，总人口5331人，其中男性2643人，女性2688人（2011年12月31日），人口密度153人/平方公里。